# Who You Are (álbum de Jessie J)
Who You Are é o álbum de estreia da cantora e compositora britânica Jessie J, lançado em 28 de fevereiro de 2011 no Reino Unido e em 12 de abril do mesmo ano nos EUA. Inicialmente, o álbum seria lançado em 28 de março, porém, devido ao grande interesse do público, seu lançamento foi antecipado pela gravadora.
Jessie gravou o álbum por quase seis anos, tendo trabalhado com diversos produtores musicais durante esse período, incluindo Dr. Luke, Toby Gad, Jason Pebworth, George Astasio e  Warren "Oak" Felder. Bem recebido pela crítica e pelo público, Who You Are debutou na 11a posição da Billboard Hot 100, como a melhor, com a venda de 34 mil cópias em sua primeira semana de comercialização. Já no Reino Unido, terra natal da cantora, o álbum debutou na 2a posição no topo da UK Albums Chart, do Reino Unido.

## Alinhamento de faixas
| N.º | Título                  | Compositor(es)                                                                  | Produtor(es)                        | Duração |  |
| 1.  | "Price Tag" (com B.o.B) | Jessica Cornish, Lukasz Gottwald, Claude Kelly, Bobby Ray Simmons               | Dr. Luke                            | 3:42    |  |
| 2.  | "Nobody's Perfect"      | Cornish, Kelly, Briss                                                           | Andre Brissett                      | 4:19    |  |
| 3.  | "Abracadabra"           | Cornish, Gottwald, Kelly                                                        | Dr. Luke                            | 3:50    |  |
| 4.  | "Big White Room"        | Cornish, Sher Agha                                                              |                                     | 5:29    |  |
| 5.  | "Casualty of Love"      | Cornish, Farrah Fleurimond, Martin Kleveland, Natalie Walker                    | Martin K                            | 3:54    |  |
| 6.  | "Rainbow"               | Cornish, Kasia Livingston, Lil Eddie, Warren Oak                                | Oak                                 | 3:05    |  |
| 7.  | "Who's Laughing Now"    | Cornish, Kyle Abrahams, George Astasio, Peter Ighile, Jason Pebworth, Jon Shave | Parker and James, The Invisible Men | 3:54    |  |
| 8.  | "Do It Like a Dude"     | Cornish, Astasio, Pebworth, Shave, Abrahams, Ighile                             | Parker and James, The Invisible Men | 3:15    |  |
| 9.  | "Mamma Knows Best"      | Cornish, Baby Ash                                                               | Ashton Thomas                       | 3:15    |  |
| 10. | "L.O.V.E"               | Cornish, Toby Gad                                                               | Toby Gad                            | 3:50    |  |
| 11. | "Stand Up"              | Cornish, K-Gee                                                                  | Karl "K-Gee" Gordon                 | 3:27    |  |
| 12. | "I Need This"           | Cornish, Robert Allen, Warren Felder, Tanner and Vice                           | Oak                                 | 4:20    |  |
| 13. | "Who You Are"           | Cornish, Gad, Shelly Peiken                                                     | Toby Gad                            | 3:50    |  |

| Edição Platinum |                                   |                                                                                        |                                                    |         |  |
| N.º             | Título                            | Compositor(es)                                                                         | Produtor(es)                                       | Duração |  |
| 14.             | "Domino"                          | Cornish, Gottwald, Kelly, Max Martin, Henry Walter                                     | Dr Luke, Cirkut                                    | 3:51    |  |
| 15.             | "My Shadow"                       | Cornish, Astasio, Pebworth, Shave, Carl Haley, Greg Haley, Rafael Haley, Charlie Platt | The Invisible Men, The Fives                       | 3:29    |  |
| 16.             | "LaserLight (feat. David Guetta)" | Cornish, The Invisible Men, David Guetta, Giorgio Tuinfort, Frederic Riesterer         | David Guetta, Giorgio Tuinfort, Frederic Riesterer | 3:31    |  |

| Edição Deluxe |                                        |                                                                   |                                     |         |  |
| N.º           | Título                                 | Compositor(es)                                                    | Produtor(es)                        | Duração |  |
| 14.           | "Price Tag" (versão acústica)          | Jessica Cornish, Lukasz Gottwald, Claude Kelly, Bobby Ray Simmons | Dr. Luke                            | 3:18    |  |
| 15.           | "Do It Like a Dude" (versão acústica)  | Cornish, Astasio, Pebworth, Shave, Abrahams, Ighile               | Parker and James, The Invisible Men | 4:18    |  |
| 16.           | "Who You Are" (versão acústica)        | Cornish, Gad, Shelly Peiken                                       | Toby Gad                            | 5:19    |  |
| 17.           | "Price Tag" (vídeo musical; com B.o.B) | Jessica Cornish, Lukasz Gottwald, Claude Kelly, Bobby Ray Simmons | Dr. Luke                            | 4:14    |  |
| 18.           | "Do It Like a Dude" (vídeo musical)    | Cornish, Astasio, Pebworth, Shave, Abrahams, Ighile               | Parker and James, The Invisible Men | 3:28    |  |